# Phoenix Film Critics Society Awards 2002
3° PFCS Awards

7 gennaio 2003

Miglior film:

 Il Signore degli Anelli
Le due Torri 
I premi del 3° Phoenix Film Critics Society Awards in onore del miglior cinema del 2002, sono stati annunciati il 7 gennaio 2003.

## Premi e nomination

### Miglior film
Il Signore degli Anelli - Le due torri
- A proposito di Schmidt
- Chicago
- Lontano dal paradiso
- Era mio padre

### Miglior regista
Todd Haynes - Lontano dal paradiso
- Peter Jackson - Il Signore degli Anelli - Le due torri
- Rob Marshall - Chicago
- Sam Mendes - Era mio padre
- Denzel Washington - Antwone Fisher

### Miglior attore
Sam Rockwell - Confessioni di una mente pericolosa
- Nicolas Cage - Il ladro di orchidee
- Daniel Day-Lewis - Gangs of New York
- Tom Hanks - Era mio padre
- Jack Nicholson - A proposito di Schmidt

### Miglior attrice
Julianne Moore - Lontano dal paradiso
- Maggie Gyllenhaal - Secretary
- Nicole Kidman - The Hours
- Diane Lane - L'amore infedele - Unfaithful
- Renée Zellweger - Chicago

### Miglior attore non protagonista
Paul Newman - Era mio padre
- Chris Cooper - Il ladro di orchidee
- Jude Law - Era mio padre
- Ray Liotta - Narc - Analisi di un delitto
- Dennis Quaid - Lontano dal paradiso

### Miglior attrice non protagonista
Catherine Zeta-Jones - Chicago
- Kathy Bates - A proposito di Schmidt
- Ashley Judd - I sublimi segreti delle Ya-Ya sisters
- Samantha Morton - Minority Report
- Meryl Streep - Il ladro di orchidee

### Miglior cast
Il Signore degli Anelli - Le due torri
- Il ladro di orchidee
- Chicago
- Harry Potter e la camera dei segreti
- The Hours

### Migliore sceneggiatura originale
Lontano dal paradiso - Todd Haynes
- Antwone Fisher - Antwone Fisher
- Moonlight Mile - Voglia di ricominciare - Brad Silberling
- Il mio grosso grasso matrimonio greco - Nia Vardalos
- Ubriaco d'amore - Paul Thomas Anderson

### Migliore adattamento della sceneggiatura
Il Signore degli Anelli - Le due torri - Fran Walsh, Philippa Boyens, Stephen Sinclair e Peter Jackson
- Il ladro di orchidee - Charlie Kaufman
- Confessioni di una mente pericolosa - Charlie Kaufman
- The Hours - David Hare
- Era mio padre - David Self

### Miglior film di animazione
La città incantata
- L'era glaciale
- Lilo & Stitch
- Spirit - Cavallo selvaggio

### Miglior film in lingua straniera
Atanarjuat il corridore, Canada
- Italiano per principianti, Danimarca / Svezia
- Nove regine, Argentina
- Lucía y el sexo, Spagna / Francia
- Y tu mamá también - Anche tua madre (Y tu mamá también), Messico

### Miglior fotografia
Il Signore degli Anelli - Le due torri - Andrew Lesnie
- Chicago - Dion Beebe
- Lontano dal paradiso - Edward Lachman
- Minority Report - Janusz Kamin'ski
- Era mio padre - Conrad L. Hall

### Migliore scenografia
Il Signore degli Anelli - Le due torri
- Lontano dal paradiso
- Gangs of New York
- Minority Report
- Era mio padre

### Migliori costumi
Chicago
- Lontano dal paradiso
- Gangs of New York
- Harry Potter e la camera dei segreti
- Il Signore degli Anelli - Le due torri

### Miglior trucco
Il Signore degli Anelli - Le due torri
- Gangs of New York
- Harry Potter e la camera dei segreti
- The Hours
- Men in Black II

### Miglior montaggio
Chicago - Martin Walsh
- The Kid Stays in the Picture - Jun Diaz
- Il Signore degli Anelli - Le due torri - Michael J. Horton
- Minority Report - Michael Kahn
- Era mio padre - Jill Bilcock

### Migliori effetti speciali
Il Signore degli Anelli - Le due torri
- Harry Potter e la camera dei segreti
- Minority Report
- Spider-Man
- Star Wars: Episodio II - L'attacco dei cloni

### Migliori musiche originali
Il Signore degli Anelli - Le due torri - "Gollum's Song"
- 8 Mile - "Lose Yourself"
- La morte può attendere - "Die Another Day"
- Spider-Man - "Hero"
- La famiglia della giungla - "Father and Daughter"

### Migliore colonna sonora
Lontano dal paradiso - Elmer Bernstein
- Prova a prendermi - John Williams
- Il Signore degli Anelli - Le due torri - Howard Shore
- Ubriaco d'amore - Jon Brion
- Era mio padre - Thomas Newman

### Migliori scelte musicali
Chicago
- Prova a prendermi
- Confessioni di una mente pericolosa
- Lilo & Stitch
- Ubriaco d'amore

### Miglior film per la famiglia
Harry Potter e la camera dei segreti
- Un sogno, una vittoria
- Che fine ha fatto Santa Clause?
- The Testimony of Taliesin Jones
- I passi dell'amore - A Walk to Remember

### Miglior giovane attore debuttante
Nicholas Hoult - About a Boy - Un ragazzo
- Rory Culkin - Signs
- Tyler Hoechlin - Era mio padre
- John-Paul Macleod - The Testimony of Taliesin Jones
- Jack Rovello - The Hours

### Migliore giovane attrice debuttante
Emma Watson - Harry Potter e la camera dei segreti
- Abigail Breslin - Signs
- Daveigh Chase - Lilo & Stitch
- Daveigh Chase - The Ring
- Sophie Vavasseur - Evelyn

### Miglior attore debuttante
Nia Vardalos - Il mio grosso grasso matrimonio greco
- Maggie Gyllenhaal - Secretary
- Alison Lohman - White Oleander
- Derek Luke - Antwone Fisher
- Rob Marshall - Chicago

### Miglior film passato inosservato
About a Boy - Un ragazzo
- Drumline - Tieni il tempo della sfida
- Equilibrium
- Moonlight Mile - Voglia di ricominciare
- La città incantata